# Хергисдорф
Хергисдорф (њем. Hergisdorf) општина је у њемачкој савезној држави Саксонија-Анхалт. Једно је од 22 општинска средишта округа Мансфелд-Сидхарц. Према процјени из 2010. у општини је живјело 1.761 становника. Посједује регионалну шифру (AGS) 15087210.

## Географски и демографски подаци
Хергисдорф се налази у савезној држави Саксонија-Анхалт у округу Мансфелд-Сидхарц. Општина се налази на надморској висини од 185 метара. Површина општине износи 9,5 km². У самом мјесту је, према процјени из 2010. године, живјело 1.761 становника. Просјечна густина становништва износи 185 становника/km².